# Bela Vista (distretto di San Paolo)
Bela Vista è un distretto (distrito) della zona centrale di San Paolo in Brasile, situato nella subprefettura Sé. 

## Descrizione
All'interno dei suoi confini si trovano alcune delle attrazioni più importanti di San Paolo, come il celebre quartiere di Bixiga, con le sue trattorie, i suoi teatri e i suoi festival popolari, e il Museo d'Arte di San Paolo. È anche sede della Scuola di Amministrazione Aziendale della Fundação Getulio Vargas, un punto di riferimento per l'insegnamento dell'amministrazione aziendale in Brasile. Più recentemente, nel quartiere si sono insediate la Scuola di Economia e la Scuola di Giurisprudenza della Fondazione Getulio Vargas.
Bela Vista presenta contrasti sociali, con famiglie della classe medio-alta a Morro dos Ingleses, vicino all'Avenida Paulista, e famiglie della classe operaia a Bixiga.
Il quartiere ha accolto un gran numero di immigrati italiani nella seconda metà del XIX e all'inizio del XX secolo. Ogni fine settimana di agosto ospita uno degli eventi di strada più tradizionali di San Paolo, la Festa di Nostra Signora di Achiropita.